# Primeira Liga 2020-2021
La Primeira Liga 2020-2021, nota come Liga NOS 2020-2021 per ragioni di sponsorizzazione, è stata l'87ª edizione della massima serie del campionato portoghese di calcio, iniziata il 18 settembre 2020 e terminata il 19 maggio 2021. Lo Sporting Lisbona ha conquistato il titolo per la diciannovesima volta nella sua storia.

## Stagione

### Novità
Dalla stagione 2019-2020 sono stati retrocessi Desp. Aves e Portimonense, ultime due squadre classificate; il Vitória Setúbal però non ha ottenuto la licenza per cui la squadra Portimonense è stata ripescata. Sono stati promossi dalla Segunda Liga 2019-2020 Nacional e Farense.

### Formula
- Le 18 squadre partecipanti si affrontano in un girone di andata e ritorno, per un totale di 34 giornate.
- La squadra campione di Portogallo ha il diritto a partecipare alla fase a gironi della UEFA Champions League 2021-2022 insieme alla seconda, grazie alla risalita nel ranking UEFA. La terza viene ammessa al terzo turno di qualificazione.
- La vincente della Taça de Portugal 2020-2021 viene ammessa alla fase a gironi della UEFA Europa League 2021-2022. Se arriva nelle prime tre posizioni, viene ammessa la quarta classificata.
- Quarta e quinta classificate vengono ammesse rispettivamente ai play-off e al secondo turno di qualificazione della UEFA Europa Conference League 2021-2022.
- La squadra terz'ultima classificata disputa uno spareggio promozione/retrocessione con la terza classificata della Segunda Liga 2020-2021.
- Le squadre classificate agli ultimi due posti (17º e 18º posto) retrocedono in Segunda Liga.

## Squadre partecipanti
| Club              | Stagione | Città                  | Stadio                            | Stagione precedente        |
| ----------------- | -------- | ---------------------- | --------------------------------- | -------------------------- |
| Belenenses SAD    | dettagli | Lisbona                | Stadio nazionale di Jamor         | 15º posto in Primeira Liga |
| Benfica           | dettagli | Lisbona                | Estádio da Luz                    | 2º posto in Primeira Liga  |
| Boavista          | dettagli | Porto                  | Estádio do Bessa Século XXI       | 12º posto in Primeira Liga |
| Braga             | dettagli | Braga                  | Stadio comunale di Braga          | 3º posto in Primeira Liga  |
| Famalicão         | dettagli | Vila Nova de Famalicão | Estádio Municipal 22 de Junho     | 6º posto in Primeira Liga  |
| Farense           | dettagli | Faro                   | Estádio de São Luís               | 2º posto in LigaPro        |
| Gil Vicente       | dettagli | Barcelos               | Estádio Cidade de Barcelos        | 10º posto in Primeira Liga |
| Marítimo          | dettagli | Funchal                | Estádio do Marítimo               | 11º posto in Primeira Liga |
| Moreirense        | dettagli | Moreira de Cónegos     | Parque Joaquim de Almeida Freitas | 8º posto in Primeira Liga  |
| Nacional          | dettagli | Funchal                | Stadio di Madera                  | 1º posto in LigaPro        |
| Paços Ferreira    | dettagli | Paços de Ferreira      | Estádio da Capital do Móvel       | 13º posto in Primeira Liga |
| Portimonense      | dettagli | Portimão               | Estádio Municipal de Portimão     | 17º posto in Primeira Liga |
| Porto             | dettagli | Porto                  | Estádio do Dragão                 | Campione di Portogallo     |
| Rio Ave           | dettagli | Vila do Conde          | Estádio do Rio Ave FC             | 5º posto in Primeira Liga  |
| Santa Clara       | dettagli | Ponta Delgada          | Estádio de São Miguel             | 9º posto in Primeira Liga  |
| Sporting Lisbona  | dettagli | Lisbona                | Stadio José Alvalade              | 4º posto in Primeira Liga  |
| Tondela           | dettagli | Tondela                | Estádio João Cardoso              | 14º posto in Primeira Liga |
| Vitória Guimarães | dettagli | Guimarães              | Estádio D. Afonso Henriques       | 7º posto in Primeira Liga  |

## Allenatori
| Squadra           | Allenatore |
| ----------------- | --- |
| Belenenses SAD    | Petit |
| Benfica           | Jorge Jesus |
| Boavista          | Vasco Seabra (1ª-9ª) Jesualdo Ferreira (10ª-34ª)                                                                |
| Braga             | Carlos Carvalhal                                                                                                |
| Famalicão         | João Pedro Sousa (1ª-16ª) Silas (17ª-22ª) Ivo Vieira (23ª-34ª)                                                  |
| Farense           | Sérgio Vieira (1ª-16ª) Jorge Costa (17ª-34ª)                                                                    |
| Gil Vicente       | Rui Almeida (1ª-7ª) Ricardo Soares (8ª-34ª)                                                                     |
| Marítimo          | Lito Vidigal (1ª-8ª) Milton Mendes (9ª-22ª) Julio Velázquez (23ª-34ª)                                           |
| Moreirense        | Ricardo Soares (1ª-6ª) Leandro Mendes (7ª-11ª) João Pedro Guerra Cunha (ad interim, 12ª) Vasco Seabra (13ª-34ª) |
| Nacional          | Luís Freire (1ª-24ª) Manuel Machado (25ª-34ª)                                                                   |
| Paços de Ferreira | Pepa |
| Portimonense      | Paulo Sérgio |
| Porto             | Sérgio Conceição                                                                                                |
| Rio Ave           | Mário Silva (1ª-11ª) João Pedro Guerra Cunha (ad interim, 12ª-14ª) Miguel Cardoso (15ª-34ª)                     |
| Santa Clara       | Daniel Ramos |
| Sporting          | Rúben Amorim |
| Tondela           | Pako Ayestarán                                                                                                  |
| Vitória Guimarães | Tiago Mendes (1ª-3ª) João Henriques (4ª-25ª) Bino (ad interim, 26ª-28ª) Moreno (ad interim, 29ª-34ª)            |

## Classifica finale
|  | Pos. | Squadra           | Pt | G  | V  | N  | P  | GF | GS | DR  |
|  | ---- | ----------------- | -- | -- | -- | -- | -- | -- | -- | --- |
|  | 1.   | Sporting Lisbona  | 85 | 34 | 26 | 7  | 1  | 65 | 20 | +45 |
|  | 2.   | Porto             | 80 | 34 | 24 | 8  | 2  | 74 | 29 | +45 |
|  | 3.   | Benfica           | 76 | 34 | 23 | 7  | 4  | 69 | 27 | +42 |
|  | 4.   | Braga             | 64 | 34 | 19 | 7  | 8  | 53 | 33 | +20 |
|  | 5.   | Paços Ferreira    | 53 | 34 | 15 | 8  | 11 | 40 | 41 | -1  |
|  | 6.   | Santa Clara       | 46 | 34 | 13 | 7  | 14 | 44 | 36 | +8  |
|  | 7.   | Vitória Guimarães | 43 | 34 | 12 | 7  | 15 | 37 | 44 | -7  |
|  | 8.   | Moreirense        | 43 | 34 | 10 | 13 | 11 | 37 | 43 | -6  |
|  | 9.   | Famalicão         | 40 | 34 | 10 | 10 | 14 | 40 | 48 | -8  |
|  | 10.  | Belenenses SAD    | 40 | 34 | 9  | 13 | 12 | 25 | 35 | -10 |
|  | 11.  | Gil Vicente       | 39 | 34 | 11 | 6  | 17 | 33 | 42 | -9  |
|  | 12.  | Tondela           | 36 | 34 | 10 | 6  | 18 | 36 | 57 | -21 |
|  | 13.  | Boavista          | 36 | 34 | 8  | 12 | 14 | 39 | 49 | -10 |
|  | 14.  | Portimonense      | 35 | 34 | 9  | 8  | 17 | 34 | 41 | -7  |
|  | 15.  | Marítimo          | 35 | 34 | 10 | 5  | 19 | 27 | 47 | -20 |
|  | 16.  | Rio Ave           | 34 | 34 | 7  | 13 | 14 | 25 | 40 | -15 |
|  | 17.  | Farense           | 31 | 34 | 7  | 10 | 17 | 31 | 48 | -17 |
|  | 18.  | Nacional          | 25 | 34 | 6  | 7  | 21 | 30 | 59 | -29 |

Legenda:

      Campione del Portogallo e ammessa alla UEFA Champions League 2021-2022
      Ammessa alla UEFA Champions League 2021-2022
      Ammessa alla UEFA Europa League 2021-2022
      Ammessa alla UEFA Europa Conference League 2021-2022
 Ammessa allo Spareggio promozione-retrocessione
      Retrocesse in LigaPro 2021-2022
Note:
Tre punti per la vittoria, uno per il pareggio, zero per la sconfitta.
La classifica viene stilata secondo i seguenti criteri:
- Punti conquistati
- Punti conquistati negli scontri diretti
- Differenza reti negli scontri diretti
- Reti realizzate in trasferta negli scontri diretti
- Differenza reti generale
- Partite vinte
- Reti totali realizzate
- Spareggio

### Squadra campione
| Formazione tipo | Giocatori (presenze)  |
| --- | --------------------- |
| Adán Feddal Neto S. Coates N. Mendes Palhinha J. Mário Pedro G. P. Porro T. Tomás N. Santos | Antonio Adán (32)     |
| Adán Feddal Neto S. Coates N. Mendes Palhinha J. Mário Pedro G. P. Porro T. Tomás N. Santos | Zouhair Feddal (28)   |
| Adán Feddal Neto S. Coates N. Mendes Palhinha J. Mário Pedro G. P. Porro T. Tomás N. Santos | Sebastián Coates (33) |
| Adán Feddal Neto S. Coates N. Mendes Palhinha J. Mário Pedro G. P. Porro T. Tomás N. Santos | Luís Neto (21)        |
| Adán Feddal Neto S. Coates N. Mendes Palhinha J. Mário Pedro G. P. Porro T. Tomás N. Santos | Nuno Mendes (30)      |
| Adán Feddal Neto S. Coates N. Mendes Palhinha J. Mário Pedro G. P. Porro T. Tomás N. Santos | João Palhinha (32)    |
| Adán Feddal Neto S. Coates N. Mendes Palhinha J. Mário Pedro G. P. Porro T. Tomás N. Santos | João Mário (28)       |
| Adán Feddal Neto S. Coates N. Mendes Palhinha J. Mário Pedro G. P. Porro T. Tomás N. Santos | Pedro Gonçalves (32)  |
| Adán Feddal Neto S. Coates N. Mendes Palhinha J. Mário Pedro G. P. Porro T. Tomás N. Santos | Pedro Porro (30)      |
| Adán Feddal Neto S. Coates N. Mendes Palhinha J. Mário Pedro G. P. Porro T. Tomás N. Santos | Tiago Tomás (30)      |
| Adán Feddal Neto S. Coates N. Mendes Palhinha J. Mário Pedro G. P. Porro T. Tomás N. Santos | Nuno Santos (31)      |
| Altri giocatori: Matheus Nunes (31), Jovane Cabral (24), Daniel Bragança (21), Gonçalo Inácio (20), Bruno Tabata (16), Matheus Reis (15), Paulinho (14); Gonzalo Plata (9), Vitorino Antunes (8), João Pereira (5), Luís Maximiano (2), Eduardo Quaresma (2), Dário Essugo (1), André Paulo (1), Tomás (1). |                       |

## Risultati

### Tabellone
Ogni riga indica i risultati casalinghi della squadra segnata a inizio della riga, contro le squadre segnate colonna per colonna (che invece avranno giocato l'incontro in trasferta). Al contrario, leggendo la colonna di una squadra si avranno i risultati ottenuti dalla stessa in trasferta, contro le squadre segnate in ogni riga, che invece avranno giocato l'incontro in casa.
|                   | BEL  | BEN  | BOA  | BRA  | FAM  | FAR  | GVI  | MAR  | MOR  | NAC  | PFE  | PTI  | PTO  | RIO  | SAN  | SPO  | TON  | VGU  |
| ----------------- | ---- | ---- | ---- | ---- | ---- | ---- | ---- | ---- | ---- | ---- | ---- | ---- | ---- | ---- | ---- | ---- | ---- | ---- |
| Belenenses SAD    | –––– | 0-3  | 0-2  | 2-1  | 1-2  | 1-1  | 2-1  | 2-0  | 0-0  | 2-1  | 0-2  | 1-0  | 0-0  | 0-0  | 0-2  | 1-2  | 2-0  | 1-1  |
| Benfica           | 2-0  | –––– | 2-0  | 2-3  | 2-0  | 3-2  | 1-2  | 1-0  | 2-0  | 1-1  | 2-1  | 2-1  | 1-1  | 2-0  | 2-1  | 4-3  | 2-0  | 0-0  |
| Boavista          | 0-0  | 3-0  | –––– | 1-4  | 3-0  | 0-1  | 1-2  | 0-1  | 1-0  | 0-1  | 2-0  | 1-0  | 0-5  | 3-3  | 1-1  | 0-2  | 1-1  | 0-1  |
| Braga             | 1-1  | 0-2  | 2-1  | –––– | 1-0  | 1-0  | 1-0  | 2-1  | 2-1  | 2-1  | 1-1  | 2-1  | 2-2  | 3-0  | 0-1  | 0-1  | 4-2  | 3-0  |
| Famalicão         | 0-0  | 1-5  | 2-2  | 2-2  | –––– | 0-0  | 0-1  | 2-1  | 0-2  | 3-0  | 2-0  | 0-1  | 1-4  | 1-1  | 1-0  | 2-2  | 2-2  | 0-1  |
| Farense           | 0-1  | 0-0  | 3-1  | 1-2  | 3-3  | –––– | 3-1  | 2-1  | 1-2  | 0-1  | 1-1  | 1-1  | 0-1  | 0-1  | 1-1  | 0-1  | 1-0  | 2-2  |
| Gil Vicente       | 0-0  | 0-2  | 1-2  | 1-1  | 0-3  | 0-0  | –––– | 0-1  | 1-2  | 2-0  | 1-2  | 1-0  | 0-2  | 2-0  | 1-0  | 1-2  | 1-1  | 1-2  |
| Marítimo          | 1-0  | 1-2  | 0-0  | 1-0  | 0-4  | 1-0  | 0-1  | –––– | 0-2  | 0-0  | 0-3  | 1-2  | 1-2  | 1-0  | 1-2  | 0-2  | 2-1  | 0-0  |
| Moreirense        | 2-2  | 1-1  | 1-1  | 0-4  | 3-0  | 2-0  | 1-1  | 2-1  | –––– | 2-2  | 0-1  | 2-2  | 1-1  | 1-1  | 1-0  | 1-1  | 2-3  | 2-2  |
| Nacional          | 0-0  | 1-3  | 3-3  | 1-2  | 2-1  | 2-3  | 2-1  | 1-2  | 0-1  | –––– | 1-1  | 1-5  | 0-1  | 1-2  | 1-3  | 0-2  | 2-0  | 1-0  |
| Paços de Ferreira | 1-0  | 0-5  | 1-1  | 2-0  | 2-0  | 0-2  | 0-2  | 1-1  | 3-0  | 2-1  | –––– | 0-0  | 3-2  | 2-0  | 2-1  | 0-2  | 2-1  | 2-1  |
| Portimonense      | 1-0  | 1-5  | 1-2  | 0-0  | 0-0  | 2-0  | 4-1  | 0-0  | 1-2  | 1-0  | 1-1  | –––– | 1-2  | 0-0  | 1-2  | 0-2  | 3-0  | 3-0  |
| Porto             | 4-0  | 1-1  | 2-2  | 3-1  | 3-2  | 5-1  | 1-0  | 2-3  | 3-0  | 2-0  | 2-0  | 3-1  | –––– | 2-0  | 2-1  | 0-0  | 4-3  | 1-0  |
| Rio Ave           | 0-0  | 0-3  | 0-0  | 0-0  | 0-1  | 2-0  | 0-2  | 1-3  | 2-0  | 0-0  | 1-1  | 3-0  | 0-3  | –––– | 1-2  | 0-2  | 2-1  | 0-0  |
| Santa Clara       | 2-0  | 1-1  | 3-3  | 0-1  | 1-2  | 4-0  | 0-0  | 2-0  | 0-0  | 5-1  | 3-0  | 2-0  | 0-1  | 1-0  | –––– | 1-2  | 1-1  | 0-4  |
| Sporting          | 2-2  | 1-0  | 1-0  | 2-0  | 1-1  | 1-0  | 3-1  | 5-1  | 2-1  | 2-0  | 2-0  | 2-0  | 2-2  | 1-1  | 2-1  | –––– | 4-0  | 1-0  |
| Tondela           | 1-3  | 0-2  | 3-1  | 0-4  | 1-0  | 2-0  | 1-0  | 2-1  | 0-0  | 2-1  | 2-3  | 1-0  | 0-2  | 1-1  | 2-0  | 0-1  | –––– | 0-2  |
| Vitoria Guimarães | 0-1  | 1-3  | 2-1  | 0-1  | 1-2  | 2-2  | 2-4  | 1-0  | 2-0  | 3-1  | 1-0  | 1-0  | 2-3  | 1-3  | 1-0  | 0-4  | 1-2  | –––– |

## Spareggio promozione-retrocessione
Allo spareggio sono ammesse la sedicesima classificata in Primeira Liga e la terza classificata in Segunda Liga.
|         | Risultati |         | Luogo e data                  |
| ------- | --------- | ------- | ----------------------------- |
| Arouca  | 3 - 0     | Rio Ave | Arouca, 26 maggio 2021        |
| Rio Ave | 0 - 2     | Arouca  | Vila do Conde, 30 maggio 2021 |
|         |           |         |                               |

## Statistiche

### Squadre

#### Capoliste solitarie
|    | —— | ——      | ——      | ——      | ——               | ——               | ——               | ——               | ——               | ——               | ——               | ——               | ——               | ——               | ——               | ——               | ——               | ——               | ——               | ——               | ——               | ——               | ——               | ——               | ——               | ——               | ——               | ——               | ——               | ——               | ——               | ——               | ——               | —— |  |
|    |    | Benfica | Benfica | Benfica | Sporting Lisbona | Sporting Lisbona | Sporting Lisbona | Sporting Lisbona | Sporting Lisbona | Sporting Lisbona | Sporting Lisbona | Sporting Lisbona | Sporting Lisbona | Sporting Lisbona | Sporting Lisbona | Sporting Lisbona | Sporting Lisbona | Sporting Lisbona | Sporting Lisbona | Sporting Lisbona | Sporting Lisbona | Sporting Lisbona | Sporting Lisbona | Sporting Lisbona | Sporting Lisbona | Sporting Lisbona | Sporting Lisbona | Sporting Lisbona | Sporting Lisbona | Sporting Lisbona | Sporting Lisbona | Sporting Lisbona | Sporting Lisbona |    |  |
|    |    |         |         |         |                  |                  |                  |                  |                  |                  |                  |                  |                  |                  |                  |                  |                  |                  |                  |                  |                  |                  |                  |                  |                  |                  |                  |                  |                  |                  |                  |                  |                  |    |  |
|    |    |         |         |         |                  |                  |                  |                  |                  |                  |                  |                  |                  |                  |                  |                  |                  |                  |                  |                  |                  |                  |                  |                  |                  |                  |                  |                  |                  |                  |                  |                  |                  |    |  |
| 1ª | 2ª | 3ª      | 4ª      | 5ª      | 6ª               | 7ª               | 8ª               | 9ª               | 10ª              | 11ª              | 12ª              | 13ª              | 14ª              | 15ª              | 16ª              | 17ª              | 18ª              | 19ª              | 20ª              | 21ª              | 22ª              | 23ª              | 24ª              | 25ª              | 26ª              | 27ª              | 28ª              | 29ª              | 30ª              | 31ª              | 32ª              | 33ª              | 34ª              |    |  |

#### Classifica in divenire
|                   | 1ª | 2ª | 3ª | 4ª | 5ª  | 6ª | 7ª  | 8ª  | 9ª | 10ª | 11ª | 12ª | 13ª | 14ª | 15ª | 16ª | 17ª | 18ª | 19ª | 20ª | 21ª | 22ª | 23ª | 24ª | 25ª | 26ª | 27ª | 28ª | 29ª | 30ª | 31ª | 32ª | 33ª | 34ª |
|                   |    |    |    |    |     |    |     |     |    |     |     |     |     |     |     |     |     |     |     |     |     |     |     |     |     |     |     |     |     |     |     |     |     |     |
| ----------------- | -- | -- | -- | -- | --- | -- | --- | --- | -- | --- | --- | --- | --- | --- | --- | --- | --- | --- | --- | --- | --- | --- | --- | --- | --- | --- | --- | --- | --- | --- | --- | --- | --- | --- |
| Belenenses SAD    | 3  | 3  | 4  | 5  | 5   | 6  | 7   | 8   | 11 | 11  | 11  | 12  | 12  | 12  | 15  | 15  | 16  | 17  | 18  | 21  | 22  | 22  | 25  | 26  | 26  | 27  | 30  | 31  | 34  | 34  | 37  | 40  | 40  | 40  |
| Benfica           | 3  | 6  | 9  | 12 | 15  | 15 | 15  | 18  | 21 | 24  | 27  | 28  | 31  | 32  | 33  | 33  | 34  | 37  | 38  | 39  | 42  | 45  | 48  | 51  | 54  | 57  | 57  | 60  | 63  | 66  | 67  | 70  | 73  | 76  |
| Boavista          | 1  | 1  | 2  | 2  | 3   | 6  | 6   | 7   | 8  | 9   | 9   | 10  | 11  | 11  | 11  | 14  | 14  | 14  | 15  | 18  | 18  | 21  | 21  | 21  | 24  | 25  | 28  | 28  | 28  | 29  | 30  | 30  | 33  | 36  |
| Braga             | 0  | 0  | 3  | 6  | 9   | 12 | 15  | 18  | 18 | 21  | 24  | 24  | 27  | 27  | 30  | 33  | 36  | 37  | 40  | 43  | 46  | 49  | 50  | 50  | 53  | 54  | 55  | 58  | 58  | 58  | 59  | 60  | 63  | 64  |
| Famalicão         | 0  | 3  | 4  | 5  | 6   | 6  | 9   | 9   | 10 | 11  | 11  | 11  | 11  | 14  | 14  | 14  | 14  | 14  | 15  | 18  | 19  | 19  | 20  | 23  | 26  | 27  | 27  | 30  | 31  | 31  | 34  | 37  | 40  | 40  |
| Farense           | 0  | 0  | 0  | 1  | 1   | 2  | 5   | 5   | 8  | 8   | 9   | 9   | 12  | 13* | 13  | 13  | 14  | 14  | 17* | 18  | 19  | 19  | 19  | 22  | 22  | 22  | 22  | 25  | 26  | 27  | 28  | 28  | 31  | 31  |
| Gil Vicente       | 0  | 3  | 4  | 5  | 5   | 5  | 5   | 8   | 9  | 9   | 12  | 13  | 13  | 13  | 13  | 13  | 16  | 16  | 16  | 19  | 19  | 19  | 22  | 25  | 28  | 28  | 31  | 31  | 31  | 32  | 35  | 36  | 39  | 39  |
| Marítimo          | 0  | 3  | 6  | 6  | 6   | 7  | 7   | 7   | 7  | 10  | 13  | 14  | 14  | 17  | 17  | 17  | 17  | 17  | 17  | 17  | 18  | 18  | 21  | 21  | 21  | 24  | 24  | 27  | 30  | 33  | 33  | 34  | 35  | 35  |
| Moreirense        | 3  | 3  | 4  | 5  | 8   | 8  | 8   | 8   | 9  | 10  | 13  | 13  | 14  | 17  | 18  | 18  | 21  | 24  | 25  | 25  | 26  | 29  | 30  | 30  | 31  | 34  | 34  | 35  | 36  | 36  | 37  | 40  | 40  | 43  |
| Nacional          | 1  | 4  | 5  | 5  | 6   | 7  | 10  | 10  | 10 | 10  | 13  | 13  | 13  | 13  | 14  | 17  | 18  | 21  | 21  | 21  | 21  | 21  | 21  | 21  | 21  | 21  | 21  | 21  | 24  | 24  | 25  | 25  | 25  | 25  |
| Paços de Ferreira | 1  | 1  | 1  | 4  | 5   | 8  | 11* | 14* | 14 | 15  | 16  | 19  | 22  | 25  | 28  | 31  | 34  | 35  | 35  | 38  | 38  | 41  | 41  | 44  | 44  | 44  | 44  | 44  | 45  | 48  | 49  | 50  | 50  | 53  |
| Portimonense      | 1  | 1  | 1  | 4  | 4   | 4  | 4   | 7   | 7  | 8   | 8   | 11  | 11  | 14  | 15  | 15  | 15  | 16  | 19  | 19  | 20  | 23  | 23  | 23  | 26  | 29  | 32  | 32  | 33  | 34  | 34  | 34  | 34  | 35  |
| Porto             | 3  | 6  | 6  | 7  | 10  | 10 | 13  | 16  | 19 | 22  | 25  | 28  | 31  | 32  | 35  | 38  | 39  | 40  | 41  | 44  | 45  | 48  | 51  | 54  | 57  | 60  | 63  | 66  | 67  | 70  | 71  | 74  | 77  | 80  |
| Rio Ave           | 1  | 2  | 3  | 3  | 6   | 9  | 10  | 10  | 11 | 11  | 11  | 11  | 14  | 15  | 15  | 15  | 16  | 19  | 22  | 22  | 22  | 25  | 26  | 27  | 27  | 28  | 29  | 29  | 30  | 31  | 31  | 31  | 31  | 34  |
| Santa Clara       | 3  | 6  | 7  | 7  | 7   | 10 | 10  | 10  | 13 | 13  | 13  | 14  | 15  | 15  | 18  | 21  | 22  | 25  | 25  | 25  | 28  | 28  | 31  | 32  | 32  | 35  | 35  | 36  | 36  | 37  | 37  | 40  | 43  | 46  |
| Sporting          | 3* | 6  | 9  | 10 | 13* | 16 | 19  | 22  | 23 | 26  | 29  | 32  | 35  | 36  | 39  | 42  | 45  | 48  | 51  | 54  | 55  | 58  | 61  | 64  | 65  | 66  | 69  | 70  | 73  | 76  | 79  | 82  | 82  | 85  |
| Tondela           | 1  | 1  | 1  | 2  | 5   | 5  | 8   | 8   | 8  | 9   | 9   | 12  | 12  | 15  | 15  | 18  | 18  | 18  | 21  | 21  | 24  | 24  | 24  | 25  | 28  | 28  | 31  | 34  | 35  | 35  | 36  | 36  | 36  | 36  |
| Vitòria Guimarães | 0  | 1  | 4  | 7  | 7   | 10 | 10  | 13  | 16 | 19  | 19  | 22* | 23  | 24* | 27  | 30  | 31  | 32  | 32* | 32  | 35  | 35  | 35  | 35  | 35  | 35  | 38  | 38  | 38  | 41  | 42  | 42  | 43  | 43  |

### Individuali

#### Classifica marcatori[2]
| Gol | Rigori |  | Giocatore                | Squadra      |
| --- | ------ |  | ------------------------ | ------------ |
| 23  | 2      |  | Pedro Gonçalves          | Sporting     |
| 22  | 1      |  | Haris Seferović          | Benfica      |
| 16  | 3      |  | Mehdi Taremi             | Porto        |
| 15  |        |  | Mario González Gutiérrez | Tondela      |
| 14  | 3      |  | Carlos                   | Santa Clara  |
| 13  | 7      |  | Sérgio Oliveira          | Porto        |
| 11  |        |  | Beto Betuncal            | Portimonense |
| 10  |        |  | Mateo Cassierra          | Belenenses   |